# Když jsem já šel tou Putimskou branou

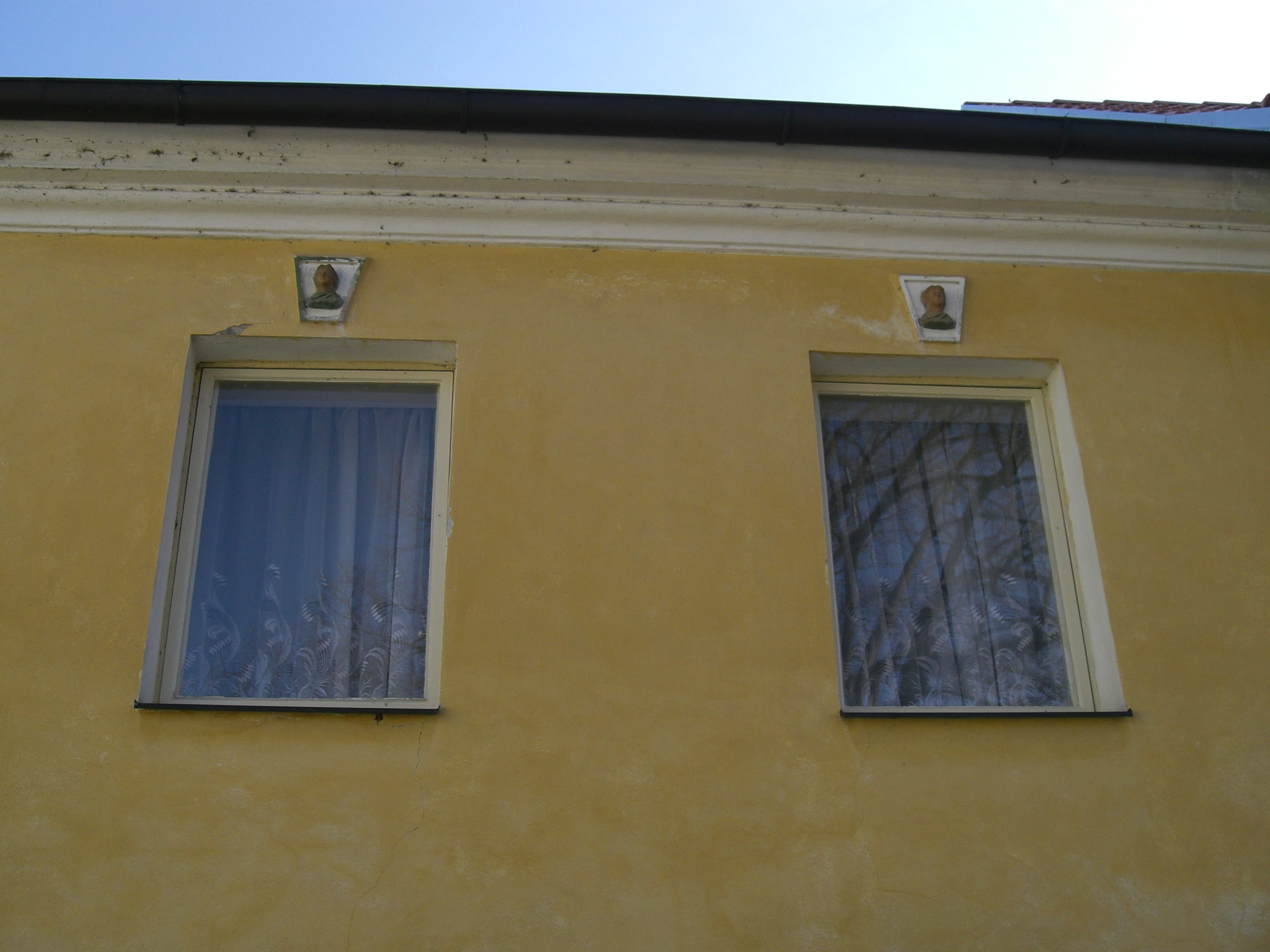
dvě panenky na fasádě budovy nedaleko Putimské brány v Písku

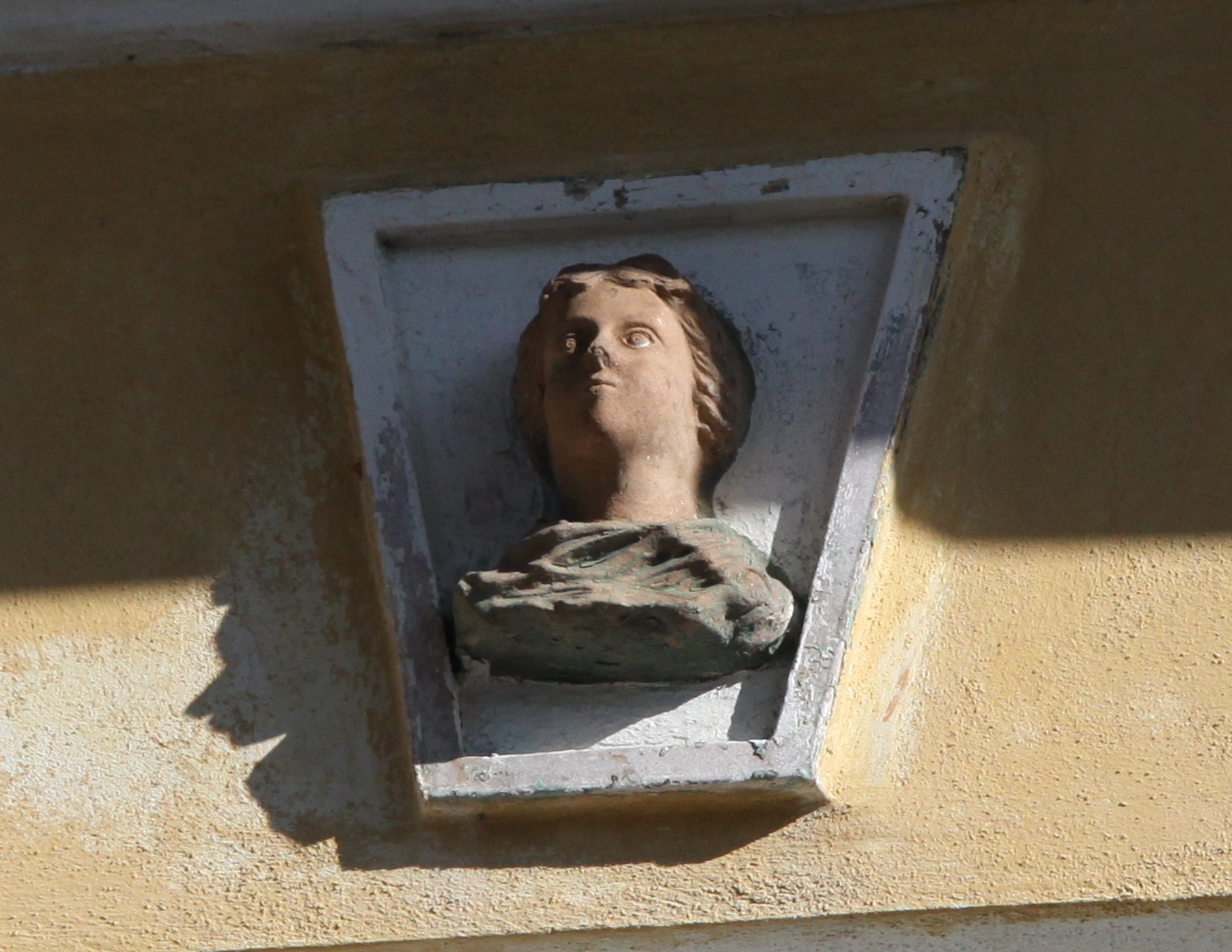
detail na levou z panenek

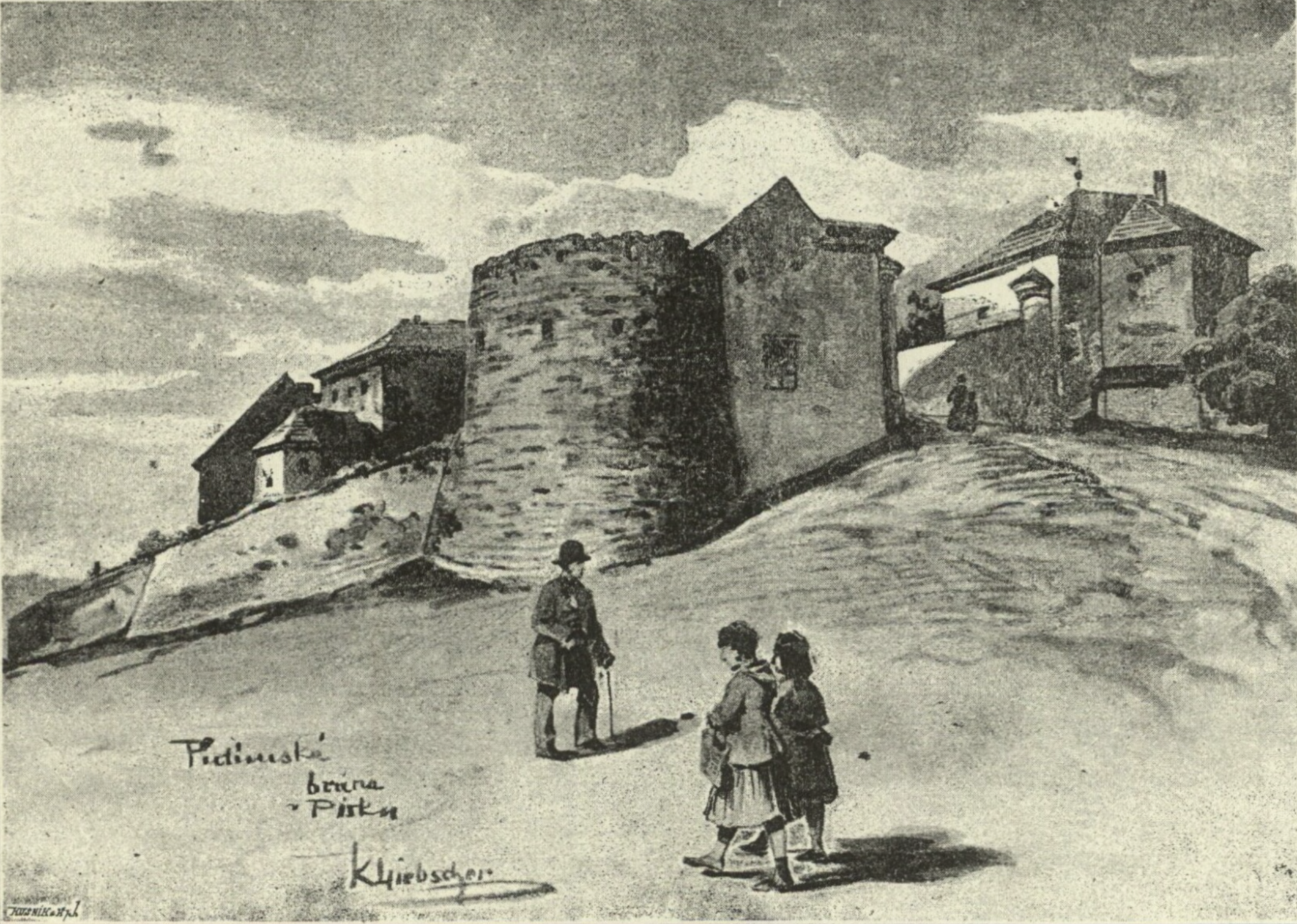
Pozůstatky Putimské brány na kresbě Karla Liebschera (1890)

Když jsem já šel tou Putimskou branou je známá lidová píseň z jižních Čech. Konkrétně byla napsána v 19. století v klášteře v Milevsku, zřejmě studentem katolického bohosloví, což vyjadřuje text zmínkou o kázání a sloužení mše svaté. V textu písně se připomíná Písek jako město študáků, tedy studentů, což platí až do současnosti. Dále je zde připomínaná Putimská brána (zbourána 1836). Tato píseň se také objevuje v mnoha variacích jako znělka českobudějovického vysílání Českého rozhlasu. Ve své době a na počátku 20. století bývala tato píseň oblíbená, zvláště mezi studenty. V současné době již nemůže zapřít svůj lidový charakter.

## Text písně
1. Když jsem já šel tou Putimskou branou,

dívaly se dvě panenky za mnou

a volaly: študente,

ty malý premiante!

2. Proč, panenky, proč na mě voláte,

pročpak vy mně študovat nedáte,

já vás nesmím milovat,

já musím študýrovat.

3. Sedm let jsem v Písku študýroval,

ani jednu pannu nemiloval,

jenom jednu měl jsem rád,

tu mi přebral kamarád.

4. Počkej, holka, však ty budeš plakat,

až já budu kázáníčko kázat,

kázáníčko, kázání,

o věrném milování.

5. Počkej, holka, ty se budeš soužit,

až já budu tu mši svatou sloužit

v tom píseckým kostele,

první bude za tebe.